# 추시 강드룩

추시 강드룩

추시 강드룩(ཆུ་བཞི་སྒང་དྲུག)은 티베트 독립군 부대였다. 안드룩 곤포 타시(Andruk Gonpo Tashi)에 의해 1958년 6월 16일 공식적으로 조직된 추시 강드룩은 1956년에서 1974년까지 중화인민공화국에 대항했다. 추시 강드룩은 '강 4개와 협곡 6개'를 뜻했는데, 강 4개란 티베트고원에서 발원하는 살윈강, 메콩강, 장강, 황하를 일컫는다. CIA 티베트 계획에 따라 지원을 받기도 했지만 미국-중국 관계의 변화에 따라 CIA가 해당 계획은 종료시킨 후 게릴라 활동을 멈췄다.